# 今里村
今里村（いまさとむら）は長野県更級郡にあった村。現在の長野市川中島町今里にあたる。

## 歴史
- 1889年（明治22年）4月1日 - 町村制の施行により、近世以来の今里村が単独で自治体を形成。
- 1924年（大正13年）7月1日 - 笹井村と合併して川中島村が発足。同日今里村廃止。

## 交通

### 鉄道路線
村域を鉄道院の信越本線が通過したが、駅は所在しなかった。